# アンニーバレ・リッコ
アンニーバレ・リッコ（Annibale Riccò、1844年9月14日 - 1919年9月23日）は、イタリアの天文学者。
ミラノに生まれた。1868年にモデナ大学を卒業し、ミラノ工科大学で光学の学位を得た。1868年から1877年の間、モデナ天文台で助手を務め、モデナ大学で数学と物理を教えた。その後、ナポリ、パレルモで教授を務め、パレルモでは天文台で働いた。1890年にカターニア大学の天文物理学の教授に任命され、エトナ山天文台の所長も務め、カターニア大学天文台の初代の所長も務めた。1898年から1900年の間カターニア大学の総長を務めた。
主に太陽物理学の分野で活躍し、太陽黒点、太陽風などの研究で業績をあげた。4回の日食の観測隊に参加し、1905年と1914年の日食観測隊を指揮した。イタリア天文物理学会(Società degli Spettroscopisti Italiani)などの会長、国際天文学連合の副会長を務めた。ローマで没した。1914年ジュール・ジャンサン賞受賞。
月のクレータに命名されている。